# Гротеск (орнамент)
Гротеск в изобразительном искусстве (фр. grotesque, итал. grottesco — причудливый, затейливый, от итал. grotta — пещера) — разновидность орнамента, в котором причудливо, фантастическим образом сочетаются декоративные и изобразительные мотивы. Разработан художниками итальянского Возрождения на основе античного орнамента.

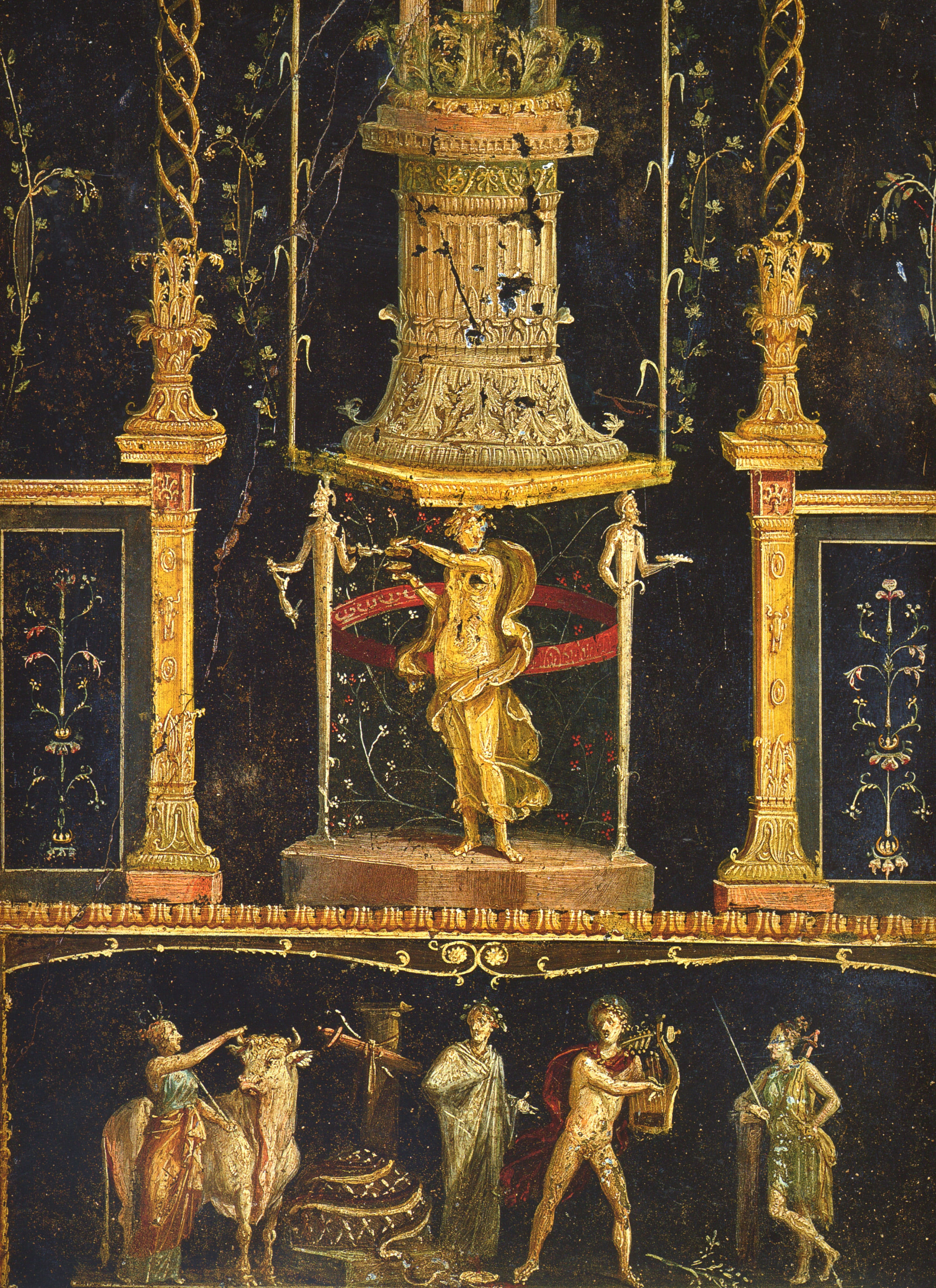
Дом Веттиев. Фрагмент росписи триклиния

В древних Помпеях в росписях триклиния женской половины дома Веттиев (середина I в. н. э.) сохранились фризы с причудливыми композициями, сочетающими мелкие фигурки амуров, птиц, мифологических персонажей с элементами растительного орнамента. Похожие росписи встречаются во многих античных домах, частично открытых раскопками в Риме, Неаполе, Сиракузах. Подобные росписи описал в своей знаменитой книге Дж. Вазари: «Гротесками называют разновидность живописи, вольную и потешную, коей древние украшали простенки, где в некоторых местах ничего другого не подходило, кроме парящих в воздухе предметов, и поэтому они там изображают всякие нелепые чудовища, порождённые причудами природы, фантазией и капризами художников, не соблюдающих в этих вещах никаких правил: они вешали на тончайшую нить груз, которого она не может выдержать, приделывали лошади ноги в виде листьев, а человеку журавлиные ноги, и без конца всякие другие забавные затеи, а тот, кто придумывал что-нибудь почуднее, тот и считался достойнейшим».

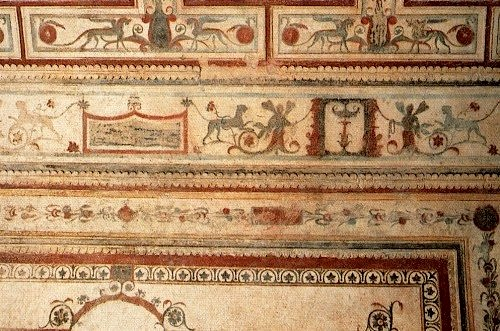
Фрагмент росписи в Золотом доме Нерона

В 1481 году живописцы из Тосканы и Умбрии, приглашённые папой Сикстом IV для украшения Сикстинской капеллы в Ватикане — Д. Гирландайо, Пинтуриккио, Перуджино и Филиппо Липпи — обнаружили на вершине холма Оппия в центре Рима, в помещениях терм Тита, возведённых на руинах Золотого дома императора Нерона, необычные росписи (в некоторых источниках названы Термы Траяна, поскольку новые помещения Траяна возводили над прежними). Вслед за ними росписи под термами Тита исследовал Рафаэль Санти, назначенный в 1515 году папой Юлием II главным археологом и «Хранителем памятников города Рима». Росписи большей частью располагались на сводах полузасыпанных землёй помещений итал. grotto), отсюда их последующее название. Аналогичные росписи позднее были обнаружены в руинах Виллы Негрони на Эсквилине и многих других памятников античной архитектуры.

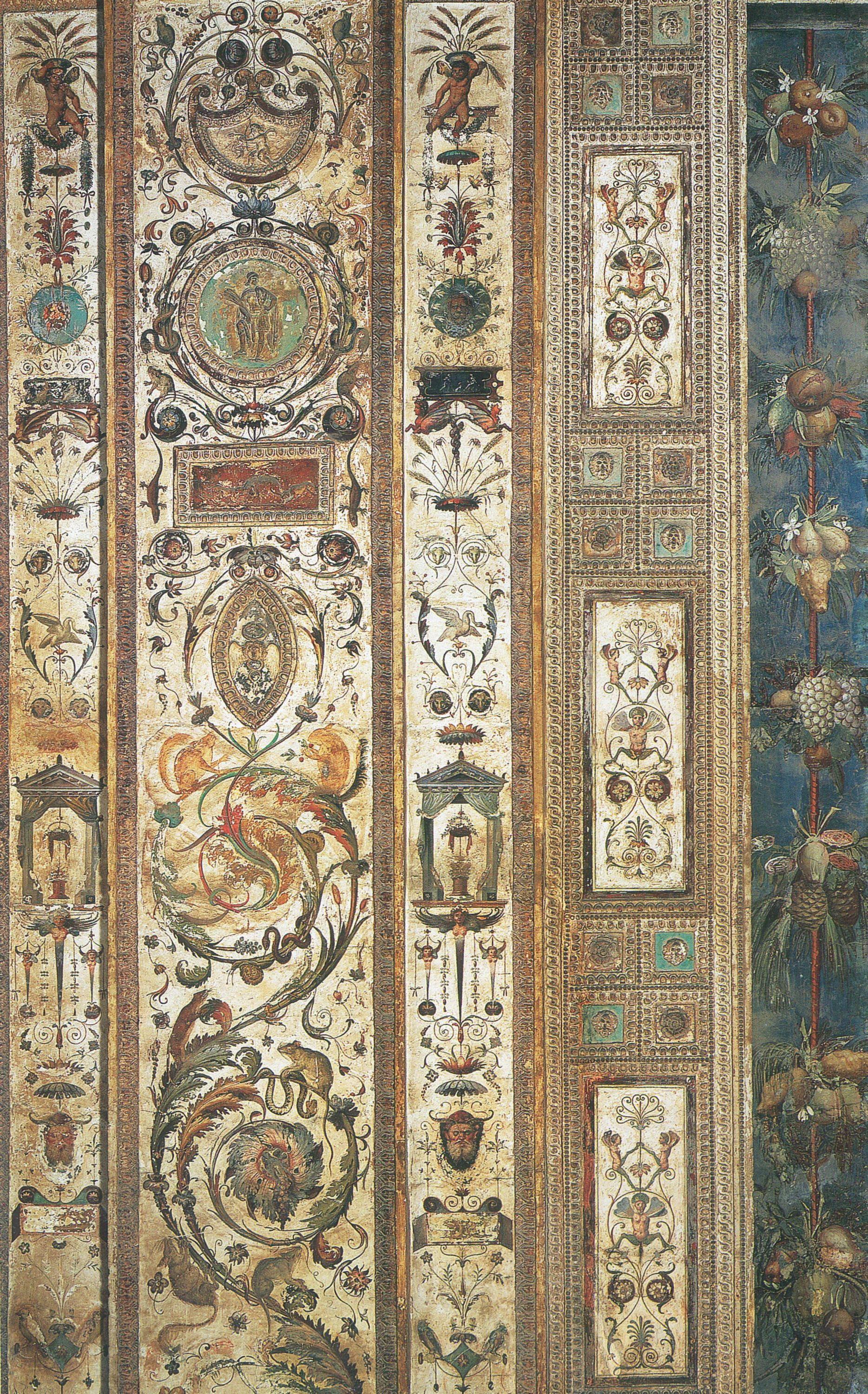
Гротески в Лоджиях Рафаэля

В 1508 году папа Юлий II поручил архитектору Донато Браманте построить галерею типа лоджии, с которой открывался бы вид на Вечный город. Архитектор начал работы, но в 1514 году скончался и строительство продолжил его племянник и помощник Рафаэль Санти. Своды, стены и пилястры в 1517—1519 гг. расписывали ученики Рафаэля: Перино дель Вага, Джулио Романо, Джованни да Удине, Франческо Пенни. В каждой из 13 секций свода Рафаэль написал по 4 сюжетных композиции на темы Ветхого и Нового Заветов. Остальное пространство заполнено орнаментом гротеска на античные темы. Галерея получила название «Лоджии Рафаэля». Рафаэль и его ученики расписывали гротесками многие архитектурные сооружения, например интерьеры виллы Фарнезина и лоджии Виллы Мадама в Риме (1515).

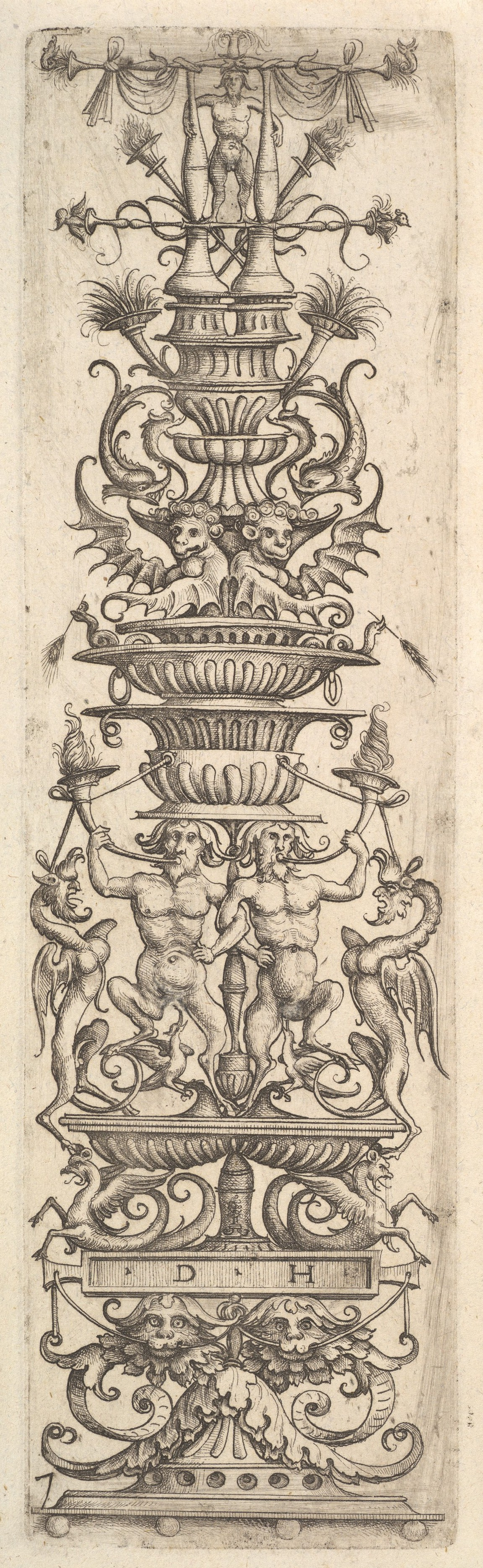
Д. Хопфер. Гротеск. Ок. 1520 г. Офорт

Гротески использовали при производстве шпалер в 1540-х гг. в мастерских Флоренции, они стали излюбленным мотивом росписей ренессансной итальянской майолики. Дж. Вазари расписал гротесками потолки галереи Уффици во Флоренции. Гротески использовали рисовальщики-орнаменталисты и гравёры нидерландского и немецкого маньеризма: К. Флорис, В. Солис, П. Флётнер, Д. Хопфер, К. Бос, Геррит де Йоде, братья Пауль и Адам ван Вианен. В искусстве французского Ренессанса — Ж.-А. Дюсерсо. В конце XVII в. во Франции при дворе Людовика XIV оригинальный стиль орнаментальных композиций с гротесками разработал выдающийся мастер Жан Берен Старший.
В 1772—1776 годах итальянский архитектор Пьетро Кампорезе копировал росписи Лоджий Рафаэля в Ватикане. Немецкий живописец Антон Рафаэль Менгс и его ученик Антон фон Марон создавали графические реконструкции росписей виллы Негрони в Риме, руины которой обнаружили на Эсквилине в 1777 году. В 1772 году гротески древнеримских терм Тита опубликовал в своей книге «Термы римлян» шотландский архитектор, работавший в то время в Риме, Чарлз Камерон.
Гротески использованы в росписях многих выдающихся памятников архитектуры: Виллы д’Эсте в Тиволи, Виллы Мадама в Риме и Виллы Фарнезе в Капрароле.
В 1778—1787 годах по заказу российской императрицы Екатерины II в Риме художники Я. Хаккерт, Д. и В. Анджелони, У. Петер и другие под руководством Иоганна Фридриха Раффенштайна, немецкого художника-любителя, «корреспондента» императрицы, и австрийского живописца-декоратора Христофора Унтербергера «снимали копии» ватиканских росписей для повторения Лоджий Рафаэля в петербургском Эрмитаже, для чего архитектор Дж. Кваренги возвёл новый корпус рядом со зданием Большого Эрмитажа. Эрмитажные лоджии были торжественно открыты в 1792 году. В 1842—1851 годах, при возведении Нового Эрмитажа, лоджии были сохранены и встроены в новое здание.
В 1784 г. на Императорском фарфоровом заводе в Санкт-Петербурге выпустили «Арабесковый сервиз», отдельные предметы которого были расписаны в «помпеянском стиле» гротесками (этот орнамент в то время именовали «арабеской»). В 1883—1903 гг. в связи с четырёхсотлетием со дня рождения Рафаэля на Императорском фарфоровом заводе создали «Рафаэлевский сервиз» с «фигурами и гротесками».

## Галерея

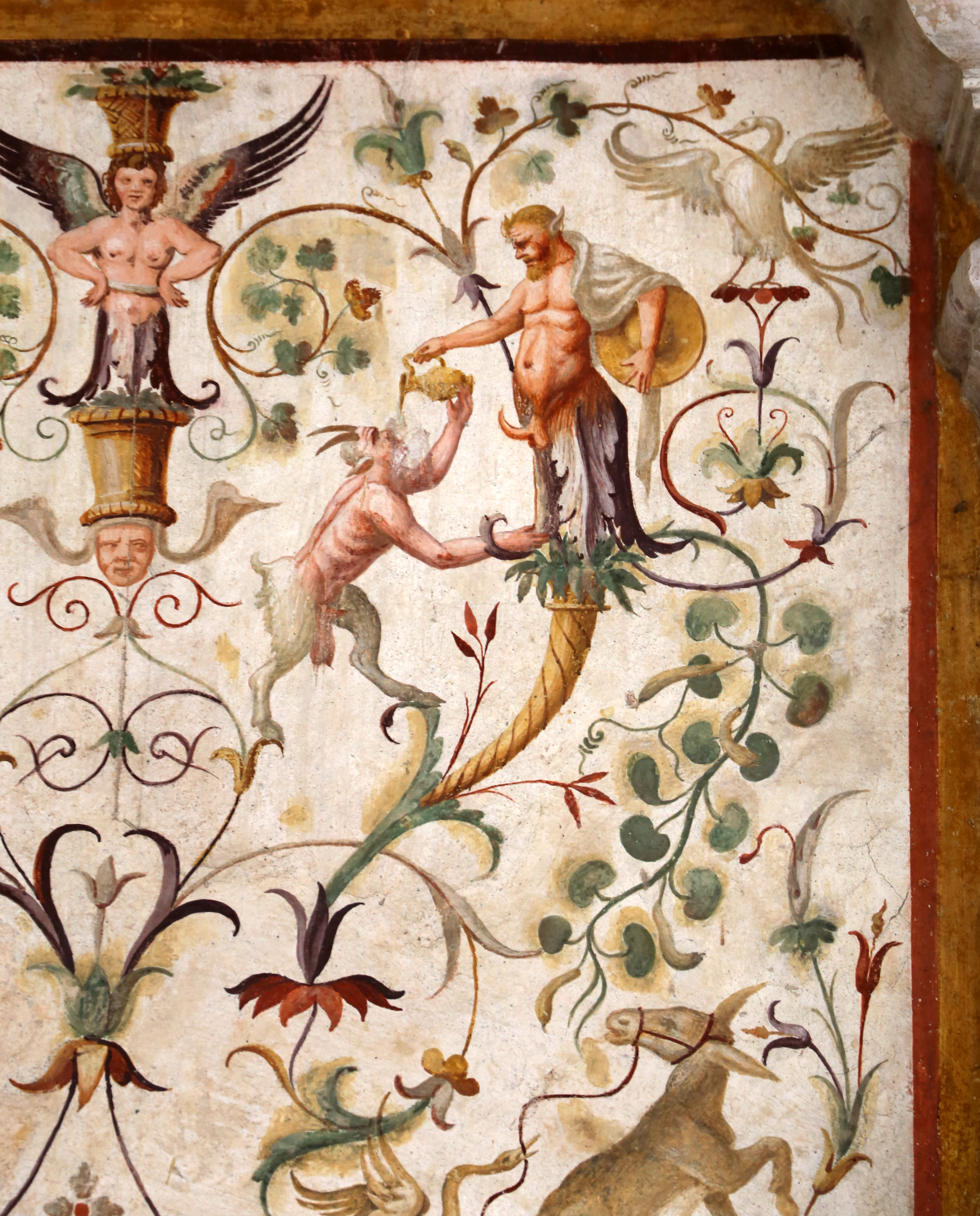
Роспись лоджии "Секретного сада" Палаццо дель Те, Мантуя. Деталь. 1524—1530-е
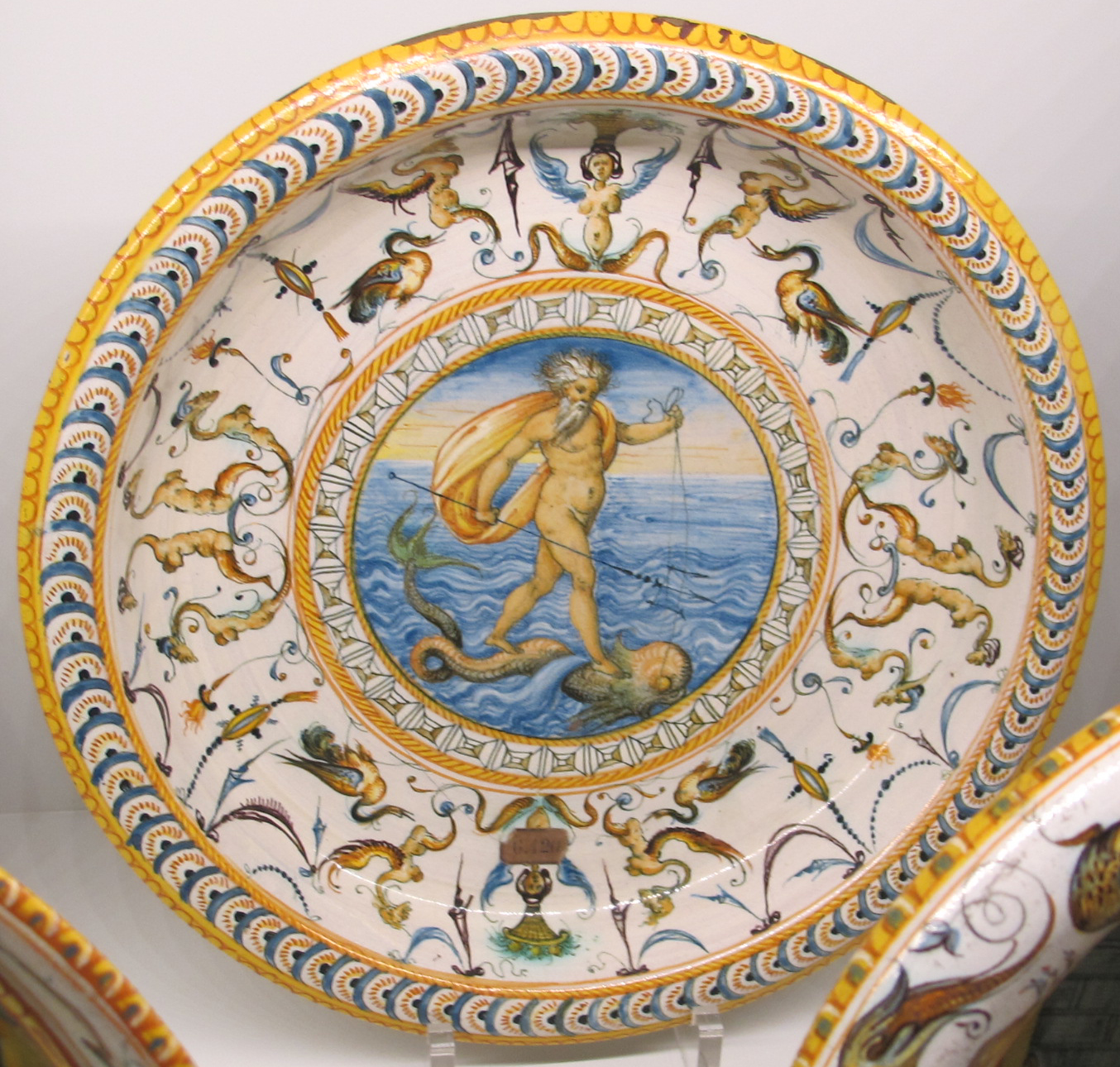
Нептун с гротесками. Урбино. 1560-1575. Майолика, роспись. Музей декоративного искусства (Лувр), Париж
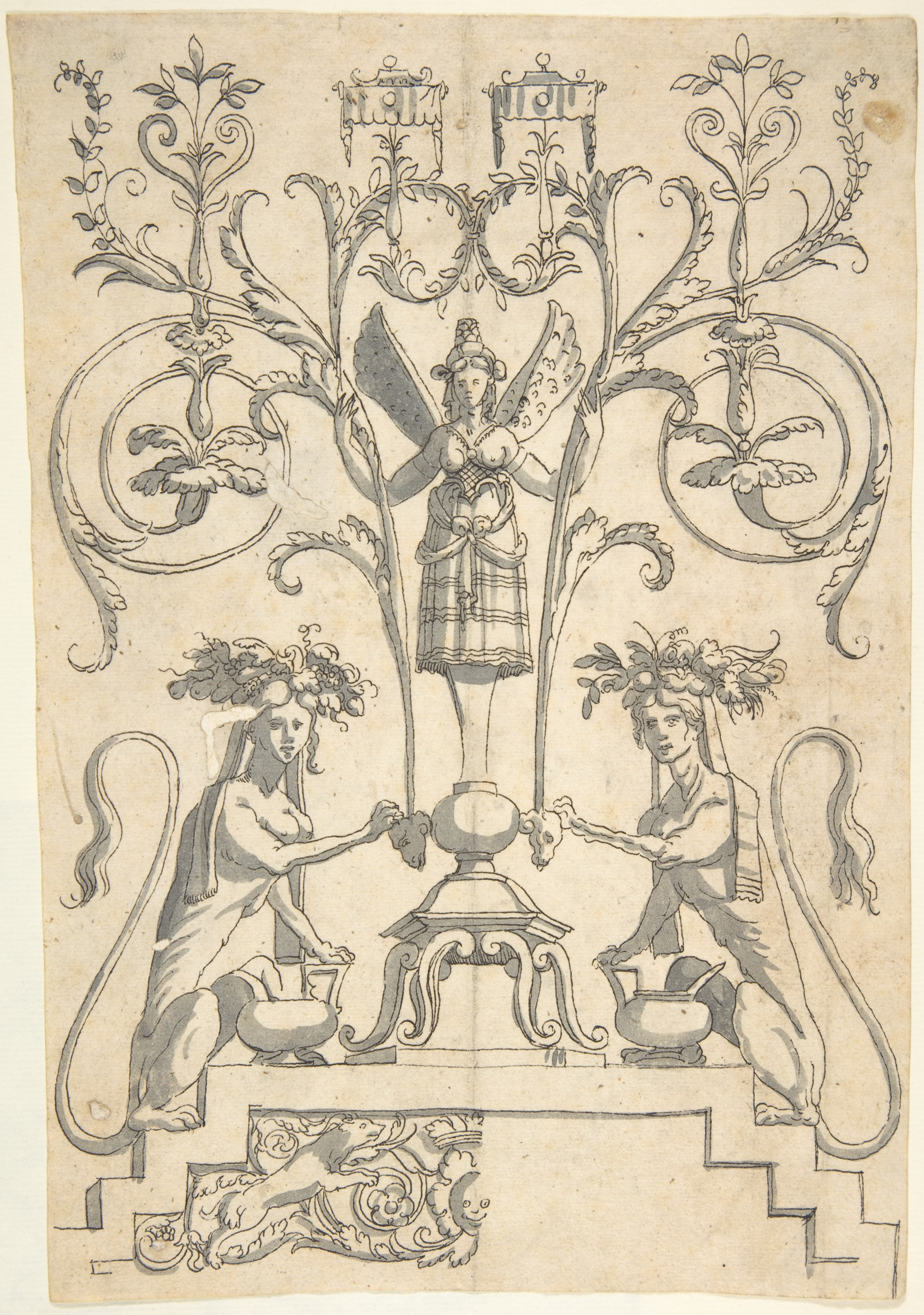
К. Бос. Гротеск. Бумага, перо, кисть, тушь. После 1540. Метрополитен-музей, Нью-Йорк
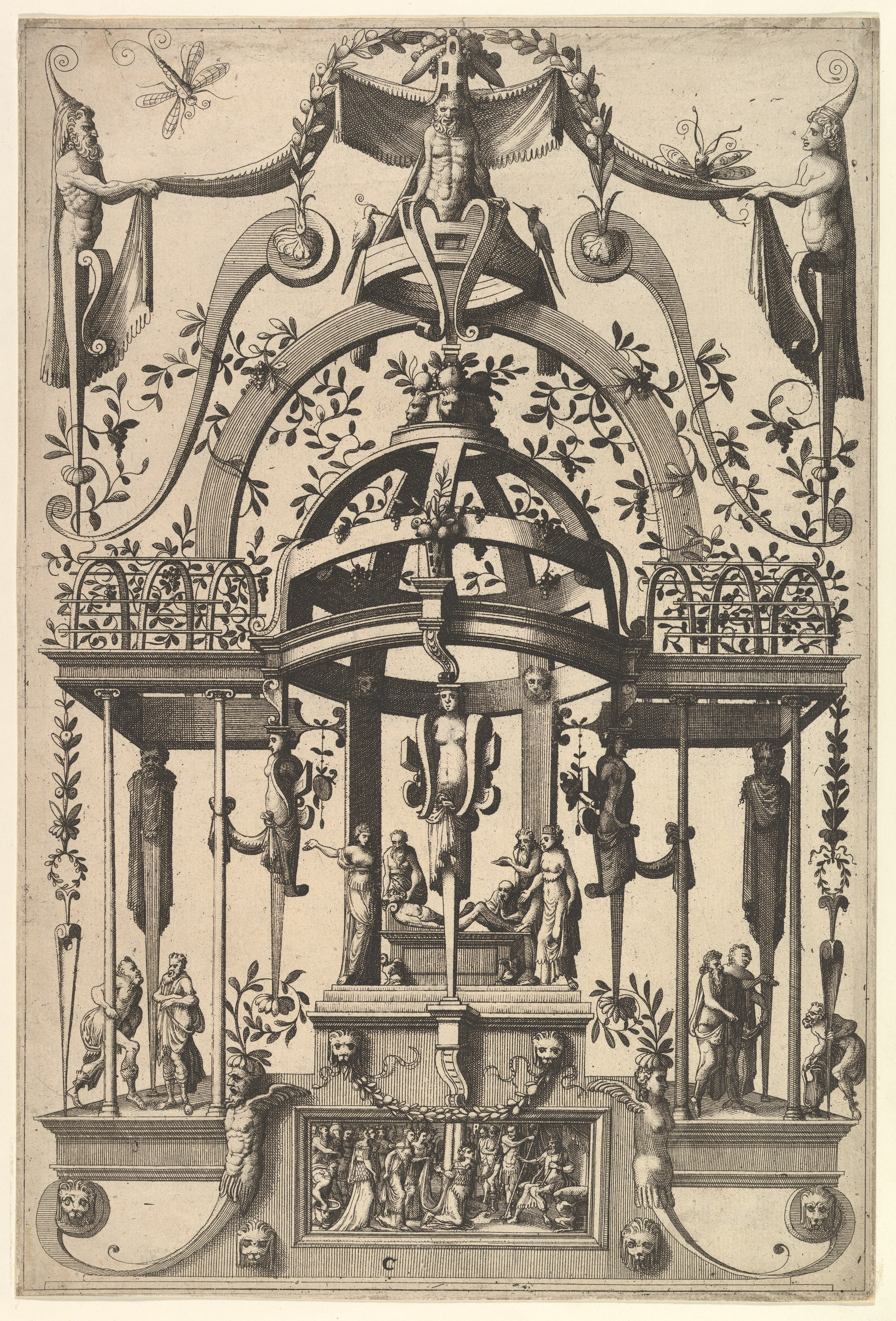
К. Флорис. Гротеск с бандельверками и похоронной сценой. Офорт
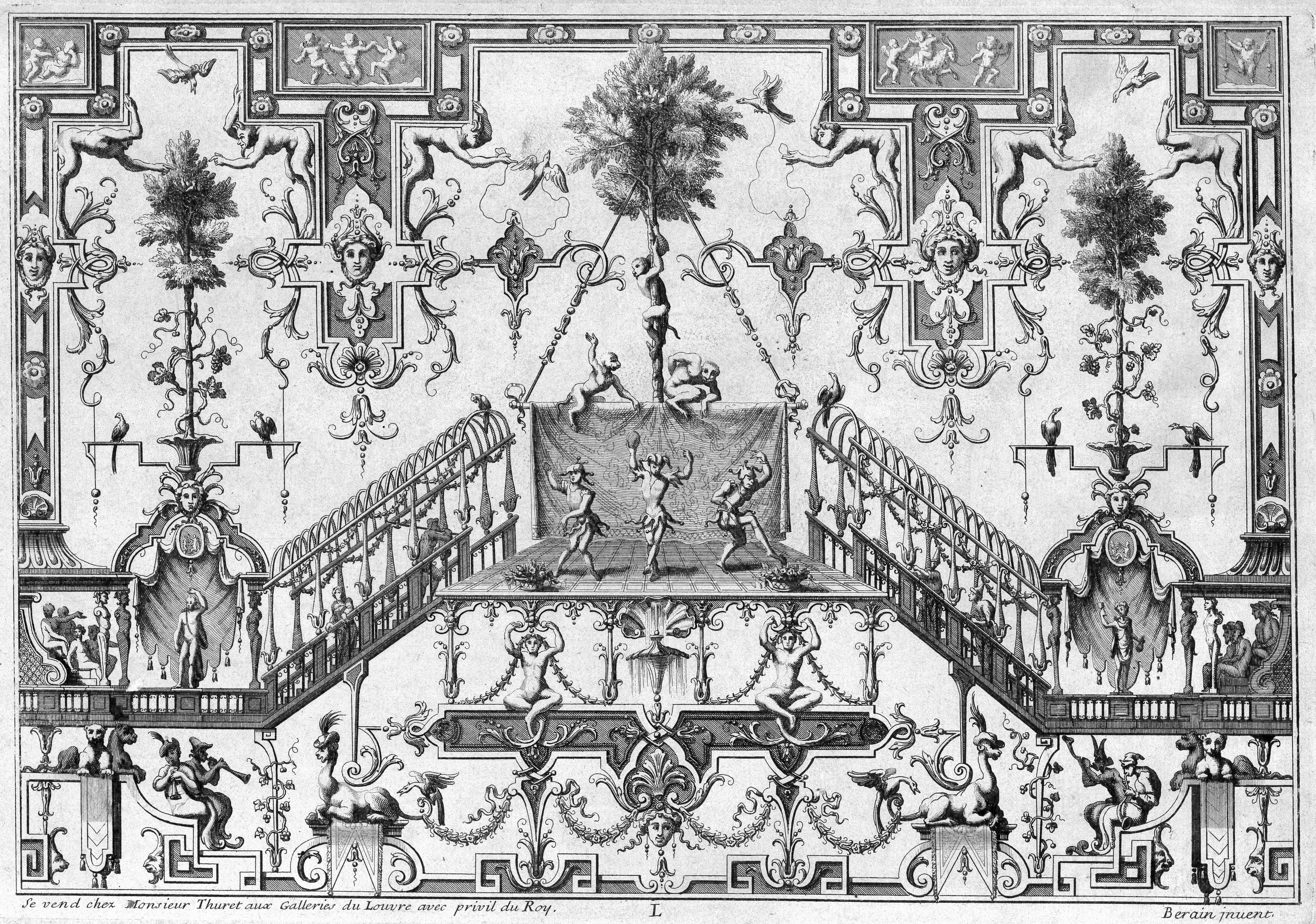
Ж. Берен Старший. Проект панно. Офорт
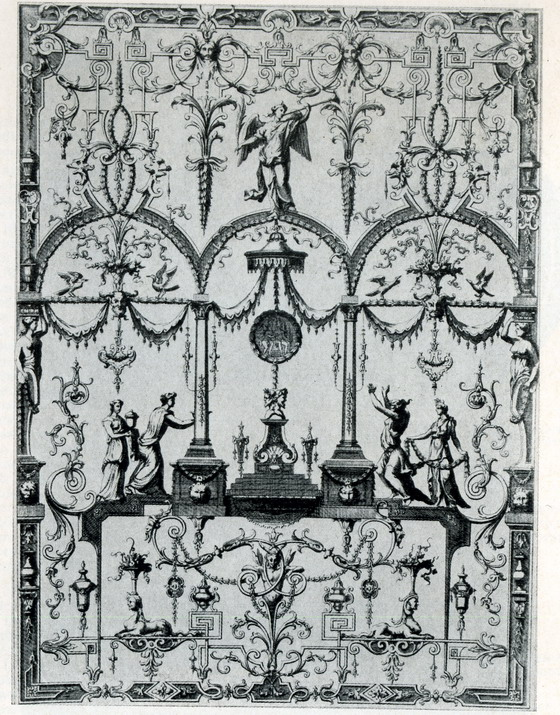
Ж. Берен Старший. Панно-гротеск
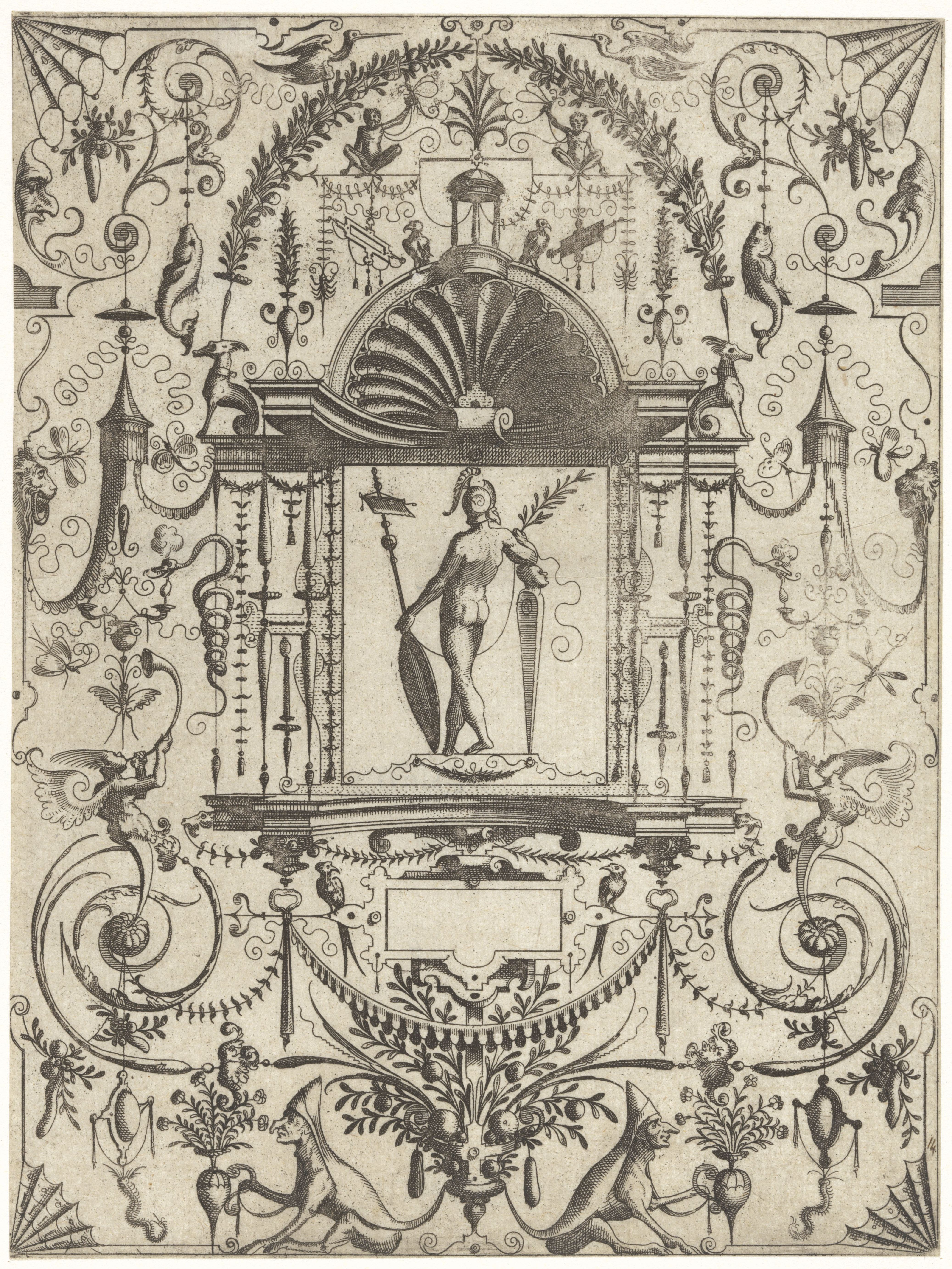
Геррит де Йоде. Aрхитектурная фантазия в стиле гротеска. Между 1565 и 1571. Офорт
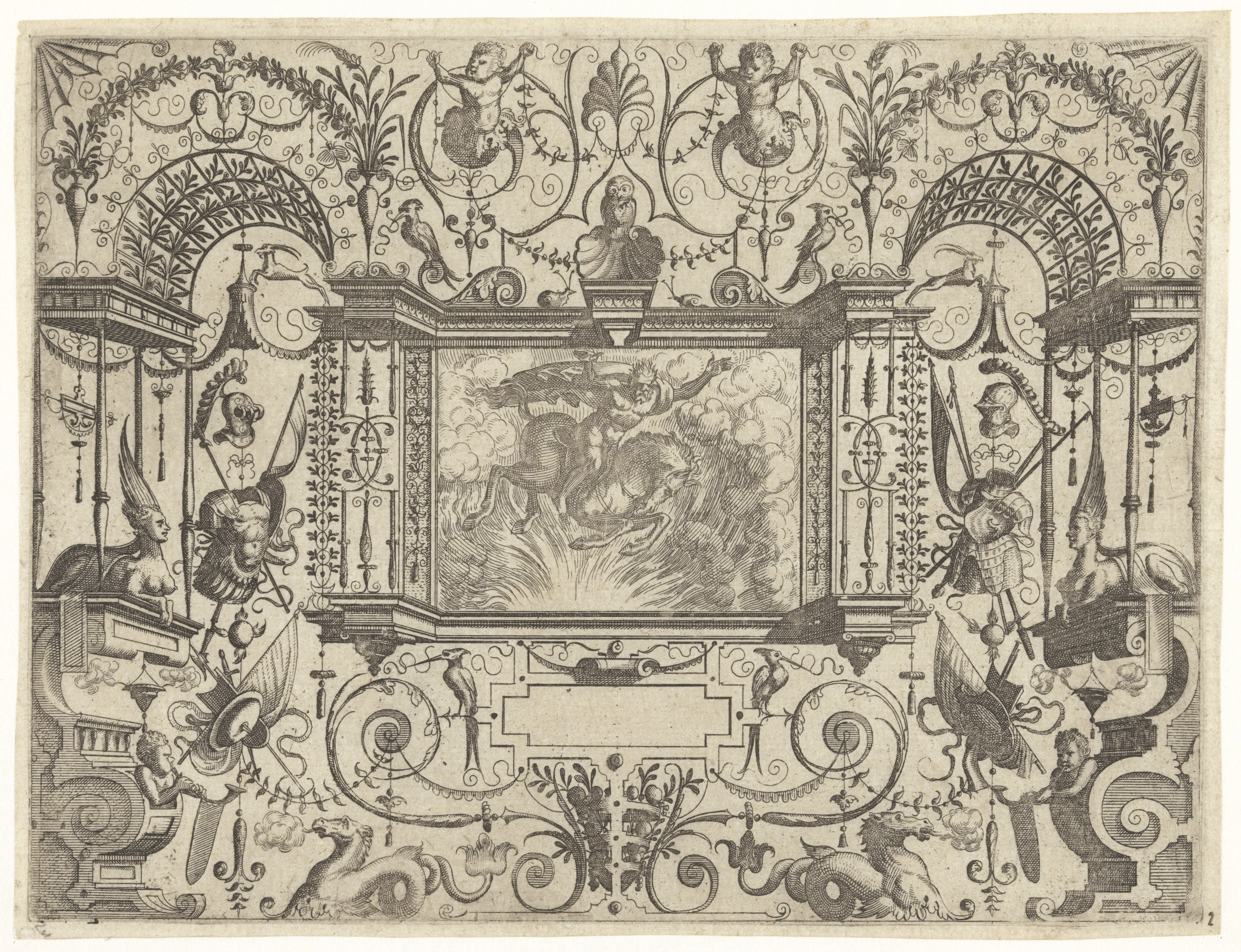
Геррит де Йоде. Aрхитектурная фантазия в стиле гротеска с Беллерофонтом
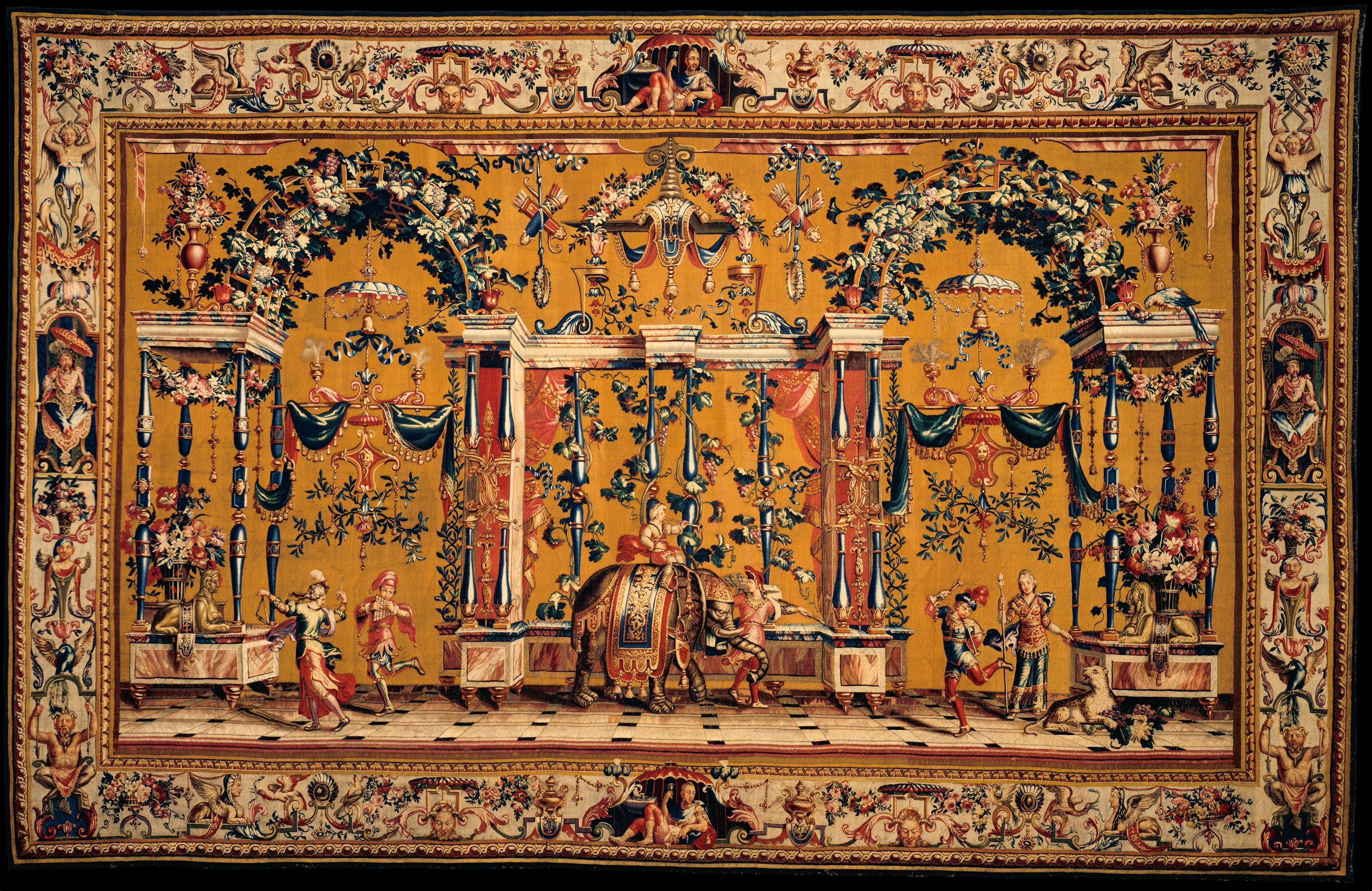
Слон. Из серии «Пять гротесков». Шпалера. Ж.-Б. Моннуайе. По рисунку Ж. Берена Старшего. Мануфактура Бове
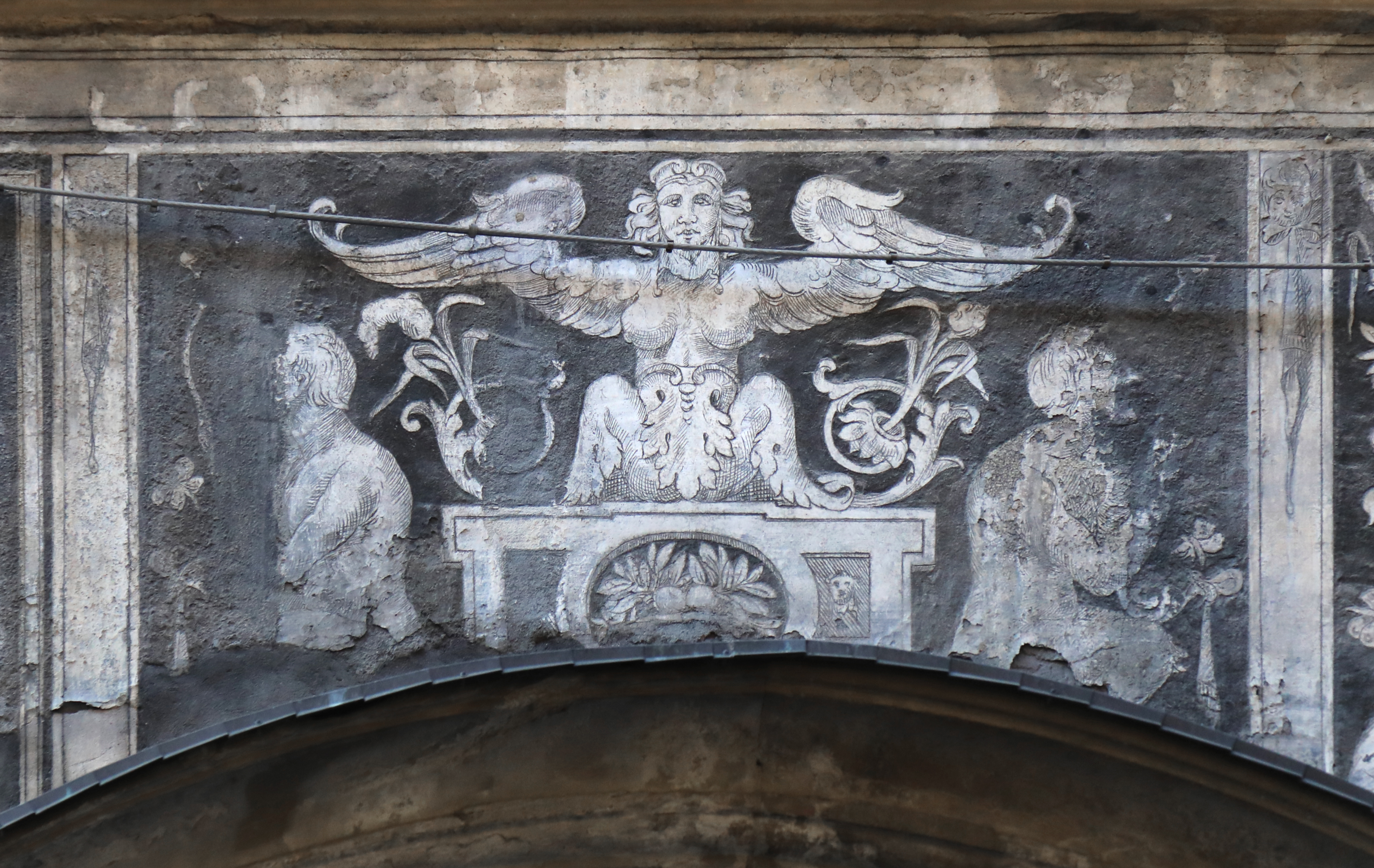
Декор фасада Палаццо Бьянка Каппелло. Флоренция